# Überlingen
Überlingen (v místním dialektu Iberlinge) je  město v jižním Německu nedaleko hranic se Švýcarskem a Rakouskem, ležící u Bodamského jezera, v zemském okrese Bodamské jezero, v jednom ze spolkových německých států Bádensko-Württembersko. Po okresním městě Friedrichshafen je na Bodamském jezeře druhé největší. Jeho okolí tvoří morény, zformované při poslední době ledové. V roce 2023 v něm žilo přes 23 000 obyvatel.

## Administrativní členění
Kromě samotného města tvoří od 70. let 20. století jeho území sedm připojených obcí, a to Bambergen, Bonndorf, Deisendorf, Hödingen, Lippertsreute, Nesselwangen a Nußdorf.

## Historie
Starověké osídlení dokládají jen ojedinělé nálezy keramiky a tří římských mincí ze 4. století. Alamani zde založili sídlo v 5.-6. století, poprvé bylo písemně zmíněno v roce 770 pod názvem Iburinga a v roce 915 již jako součást říše. Císař Fridrich I. Barbarossa mu udělil tržní práva v roce 1180. Status města Überlingen získalo v roce 1211. Centrum města s farním kostelem svatého Mikuláše, radnicí a opevněním se dochovalo v konfiguraci z konce 14. století, kdy bylo Überlingen svobodným říšským městem. Jeho hospodářství vzkvétalo od 13. do 16. století především díky četným vinicím, které pokrývají jižní svahy břehů Bodamského jezera. Během třicetileté války se Švédové pokusili město dvakrát dobýt v letech 1632 a 1634, ale bez úspěchu, což dodnes připomínají každoroční procesí. 
Po napoleonských válkách v roce 1803 Überlingen ztratil svou císařskou svobodu a v roce 1810 bylo začleněno do velkovévodství Bádenského. Železnice byla do města zavedena poměrně pozdě, až v roce 1895.
Za druhé světové války zde byl umístěn pobočný tábor koncentračního tábora Dachau 2: Überlingen-Aufkirch. V něm od roku 1944 pracovalo 700 vězňů při hloubení Goldbacherské štoly a ve zbrojní továrně.  V současnosti je na místě tábora památník. Město bylo uchráněno spojeneckých náletů, a  jeho památky patří k nejlépe dochovaným na Bodamském jezeře. Po válce město patřilo do francouzské okupační zóny.

### Letecké neštěstí 2002
Leteckou dopravu zajišťuje mezinárodní letiště Friedrichshafen. Večer 1. července 2002 došlo ve vzdušném prostoru nad městem k letecké katastrofě, při níž se letadlo Tu-154 Baškirských aerolinií ve výšce 9 000 metrů srazilo s letadlem cargo DHL, o život přišlo 71 osob, včetně dětí. Ruský architekt Vitalij Kalojev, jehož rodina při neštěstí zahynula, zde 24. února 2004 ze msty zavraždil Petra Nielsena, který v době neštestí řídil letový provoz.

## Současnost
V současnosti je Überlingen oblíbenou turistickou destinací u Bodamského jezera, díky obzvláště mírnému klimatu, jezeru, památkám a množství vinic. 

## Památky

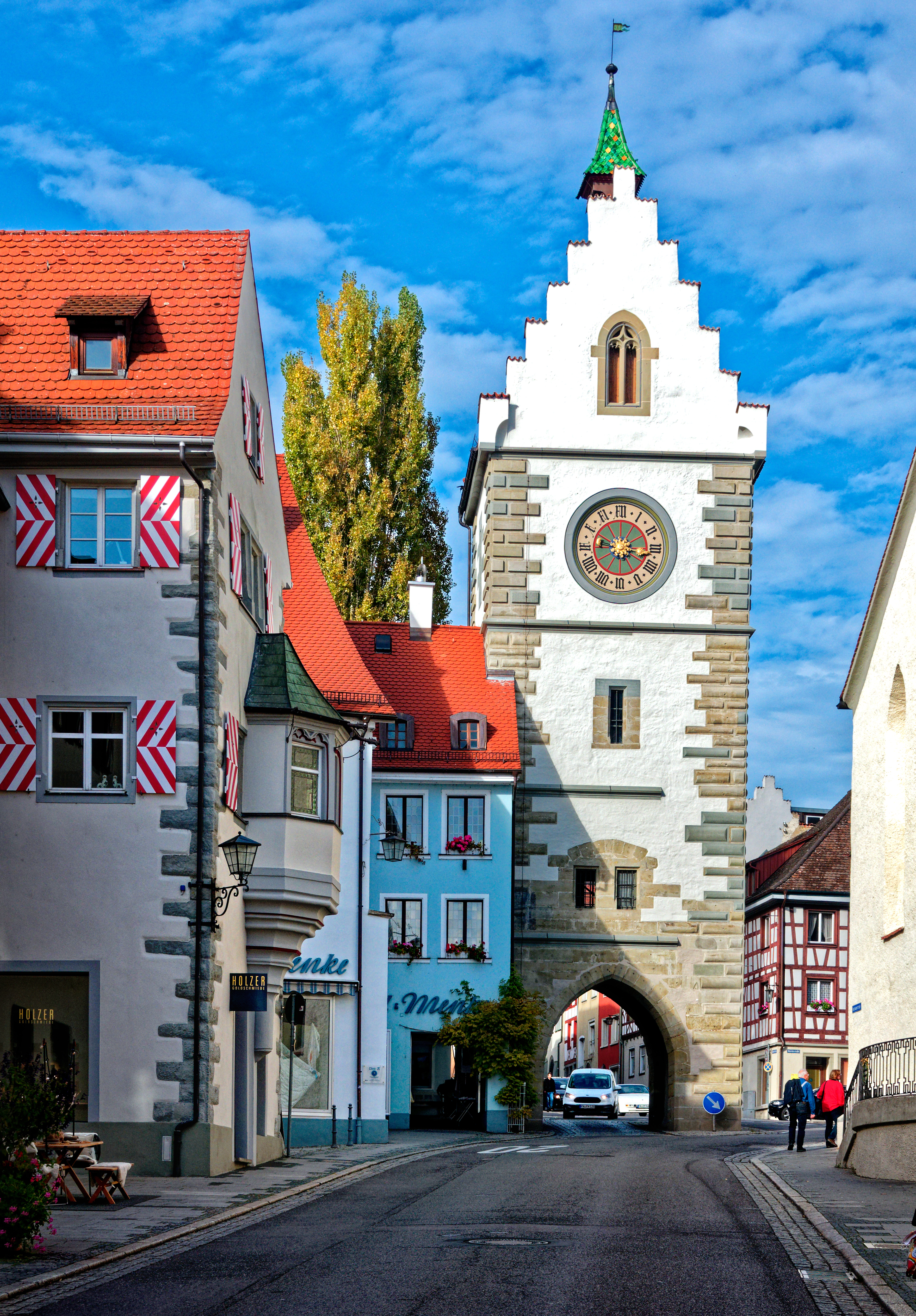
Františkánská brána

- Městské opevnění s Františkánskou bránou (1494) a barokním bastionem Rosenobel (1657)
- Radnice
- Kostel sv. Mikuláše (zvaný také Überlinger Münster) - pětilodní gotická bazilika, vysvěcená roku 1360 na místě nejstaršího chrámu z 10. století, dostavěná a zaklenutá koncem 15. století;, cenné vnitřní zařízení: 3 pozdně gotické oltáře, další řezbářské práce barokní. před kostelem Olivetská hora - gotické sousoší v dřevěném domku
- Kostel archanděla Michaela v místní části Aufkirch, románský, do roku 1350 farní pro celé město
- Kostel sv. Silvestra v místní části Goldbach
- Dům Reichlina von Meldegg - renesanční palác, nyní Městské muzeum
- Gunzoburg - blok obytných hrázděných domů

## Slavní rodáci
- Heinrich Suso (1295–1366), německý mystik
- Bonifác Wolmut (1510–1579), stavitel činný v Praze a ve Vídni
- Mark Keller (* 1965), německý herec a zpěvák

## Partnerská města
- Bad Schandau, Německo
- Chantilly, Francie

## Galerie

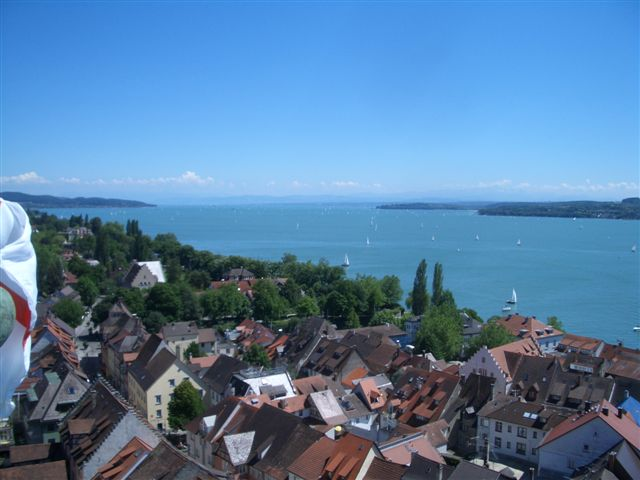
Pohled ze starého města na jezero
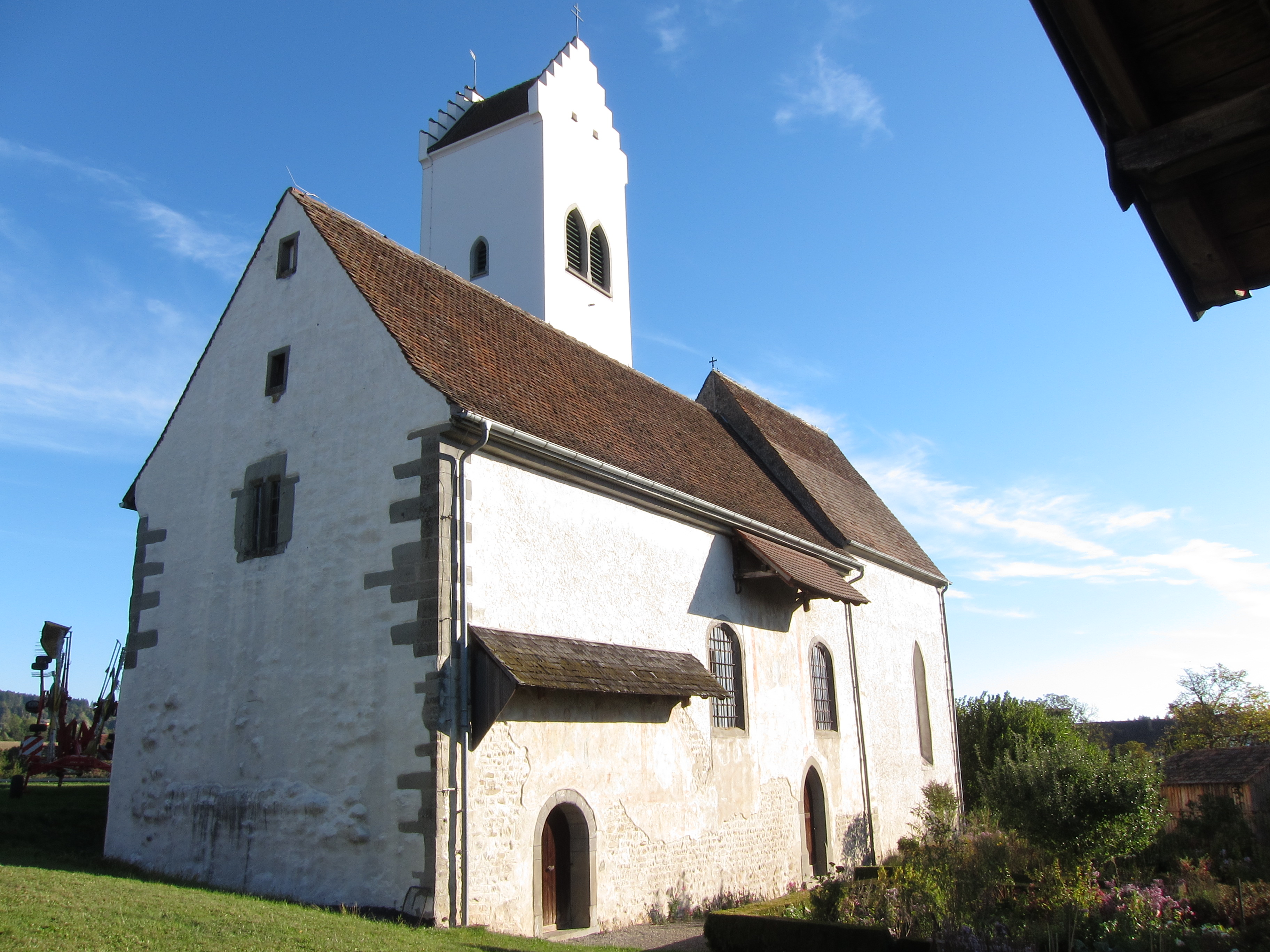
Sv. Michael v Aufkirchu
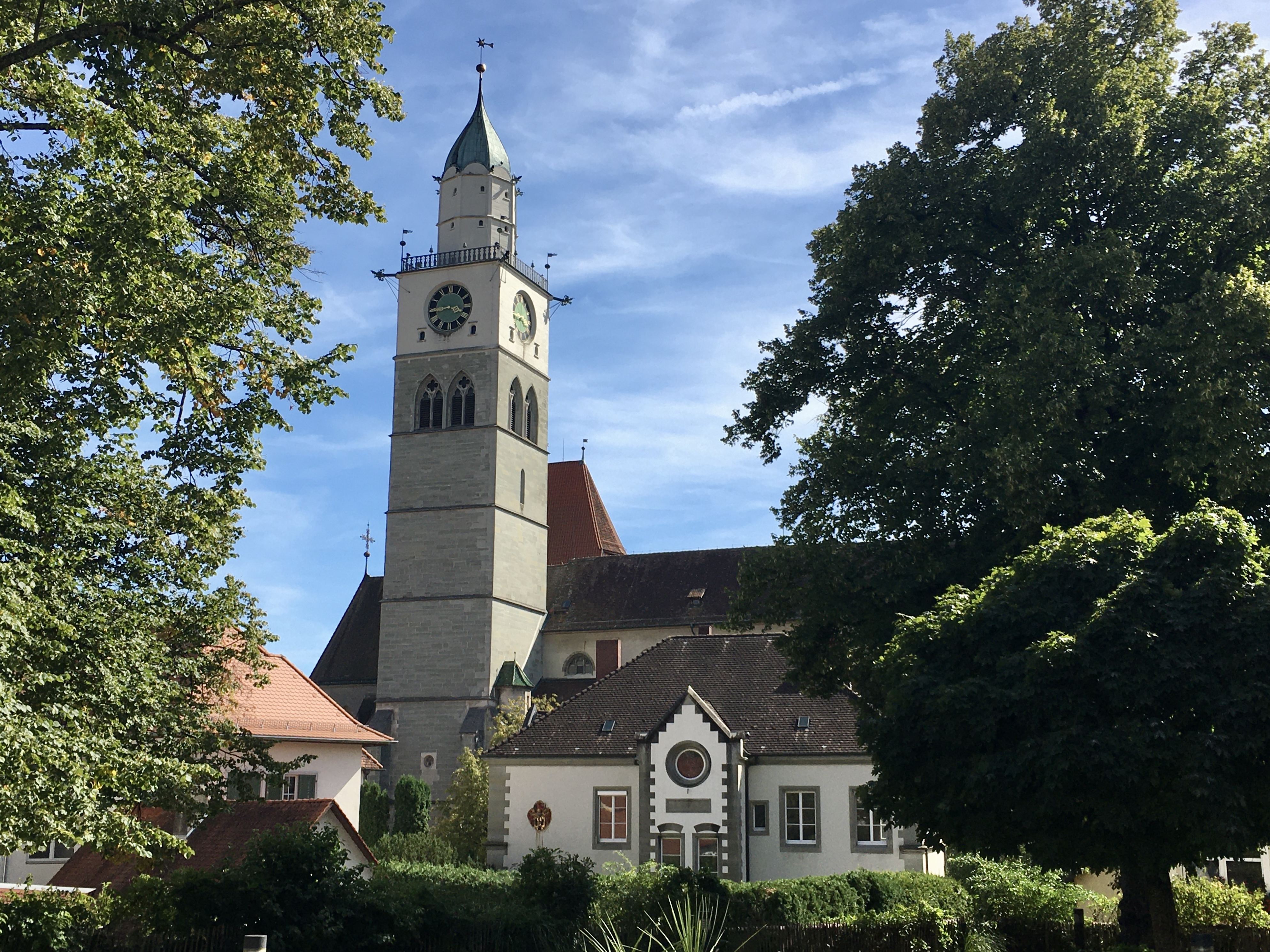
Münster sv. Mikuláše
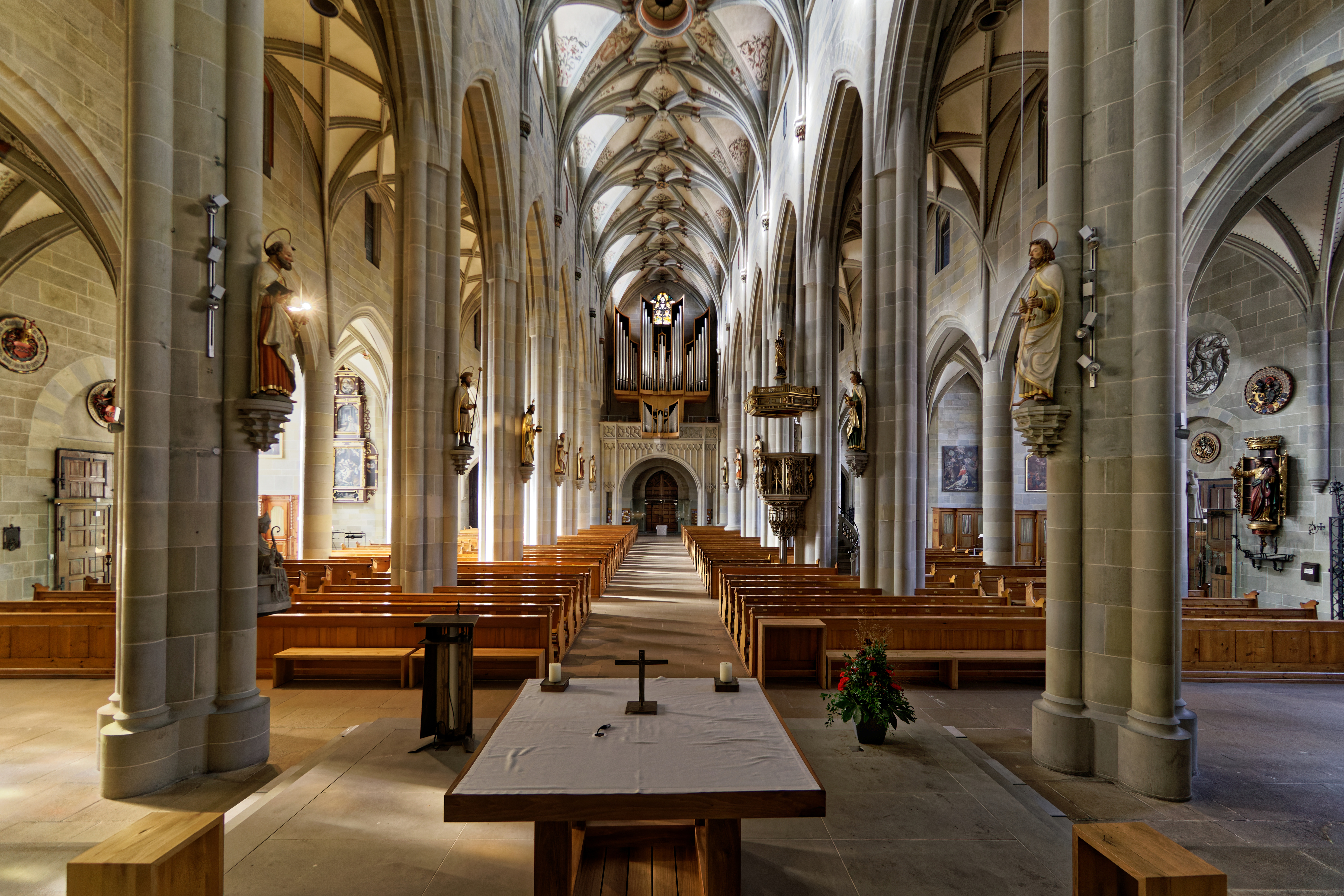
Interiér münsteru
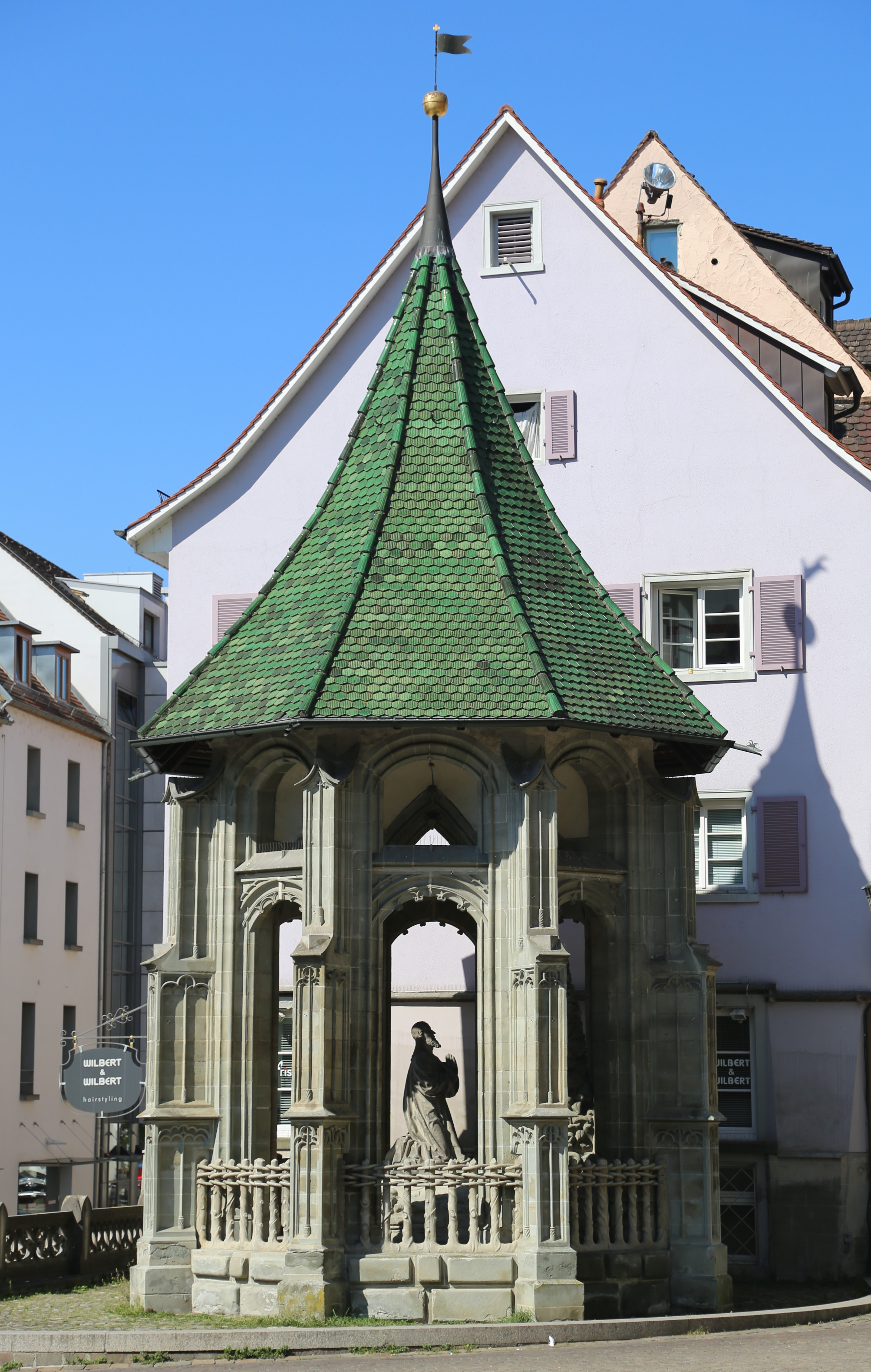
Olivetská hora
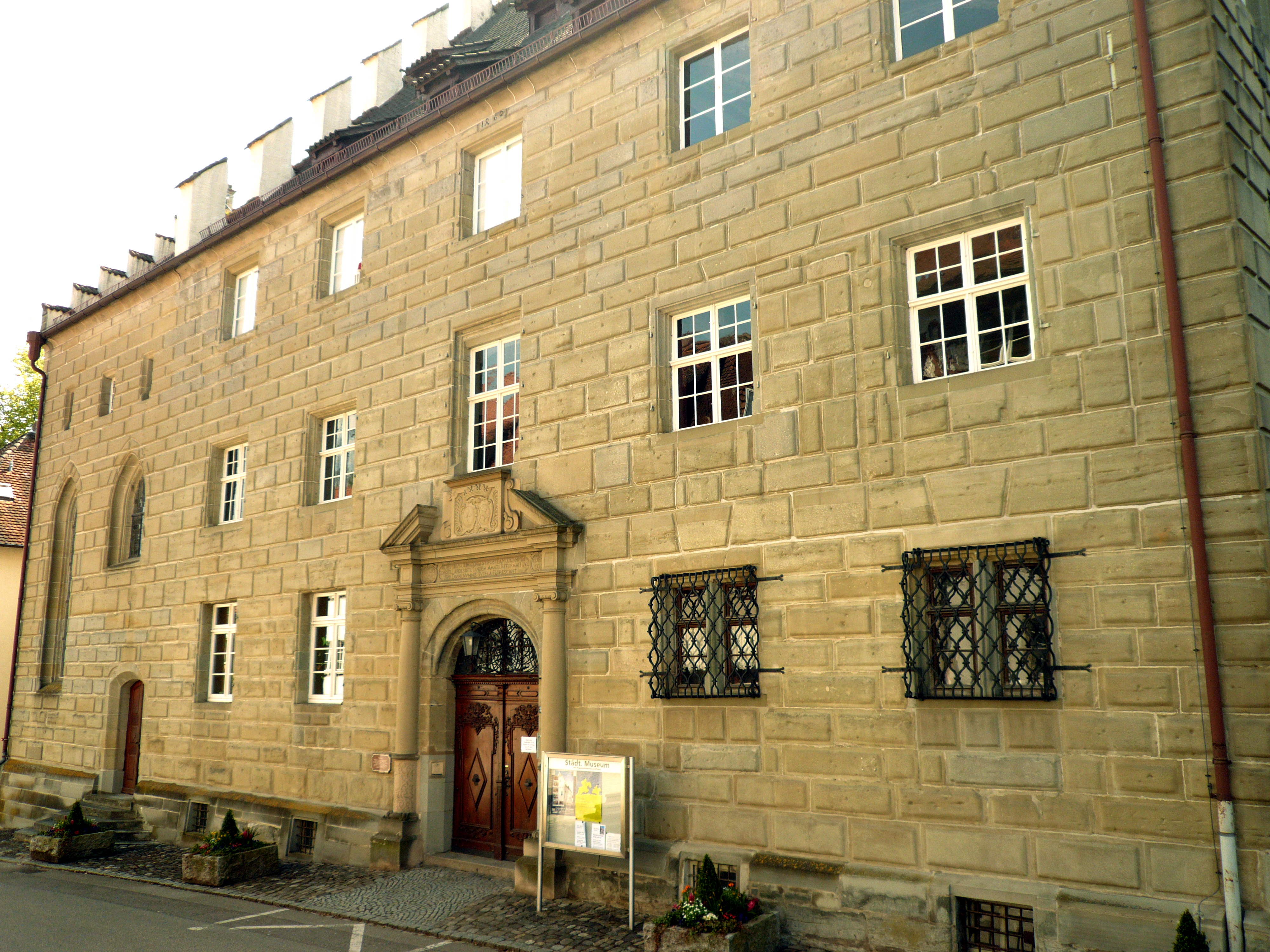
Městské muzeum
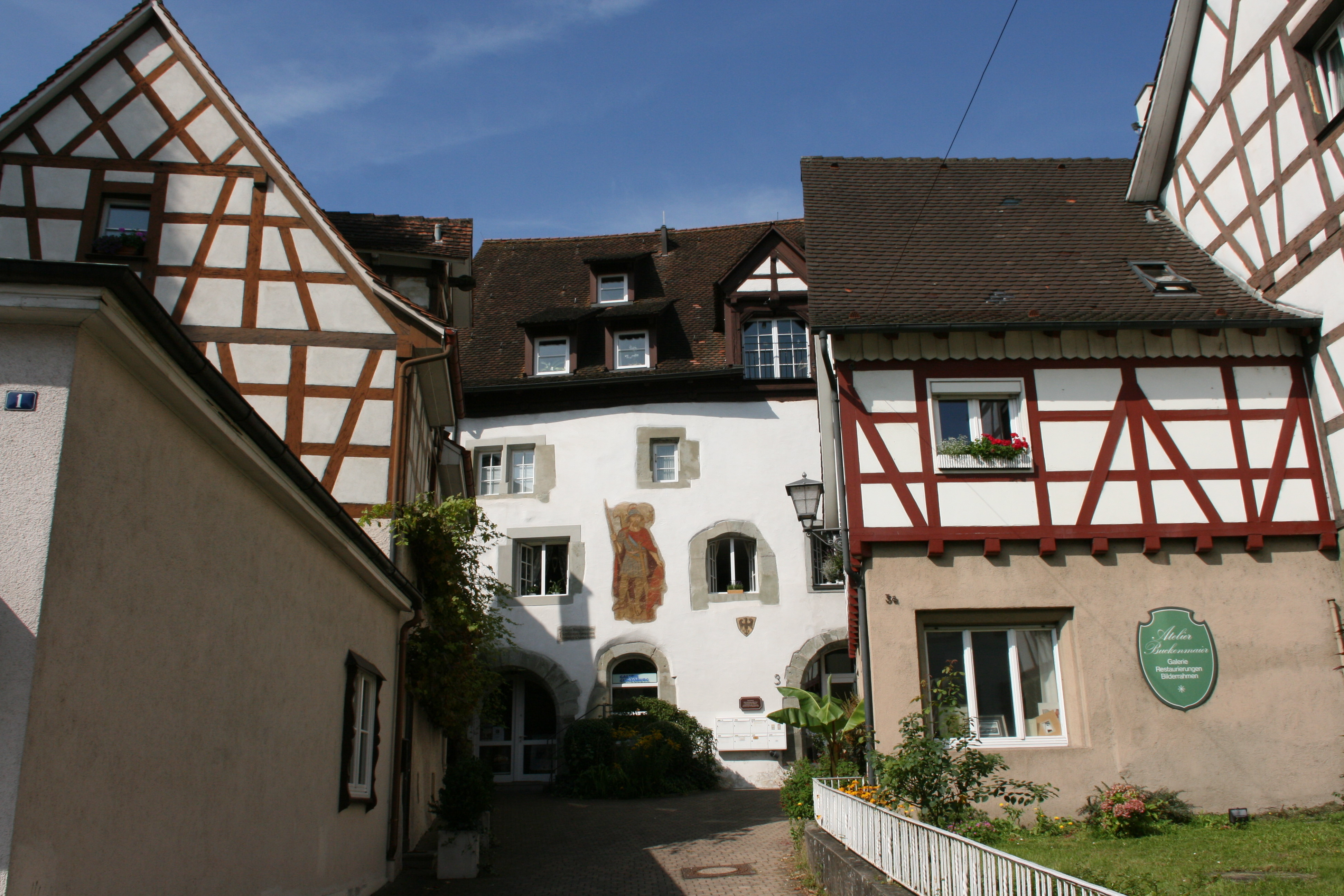
Gunzoburg
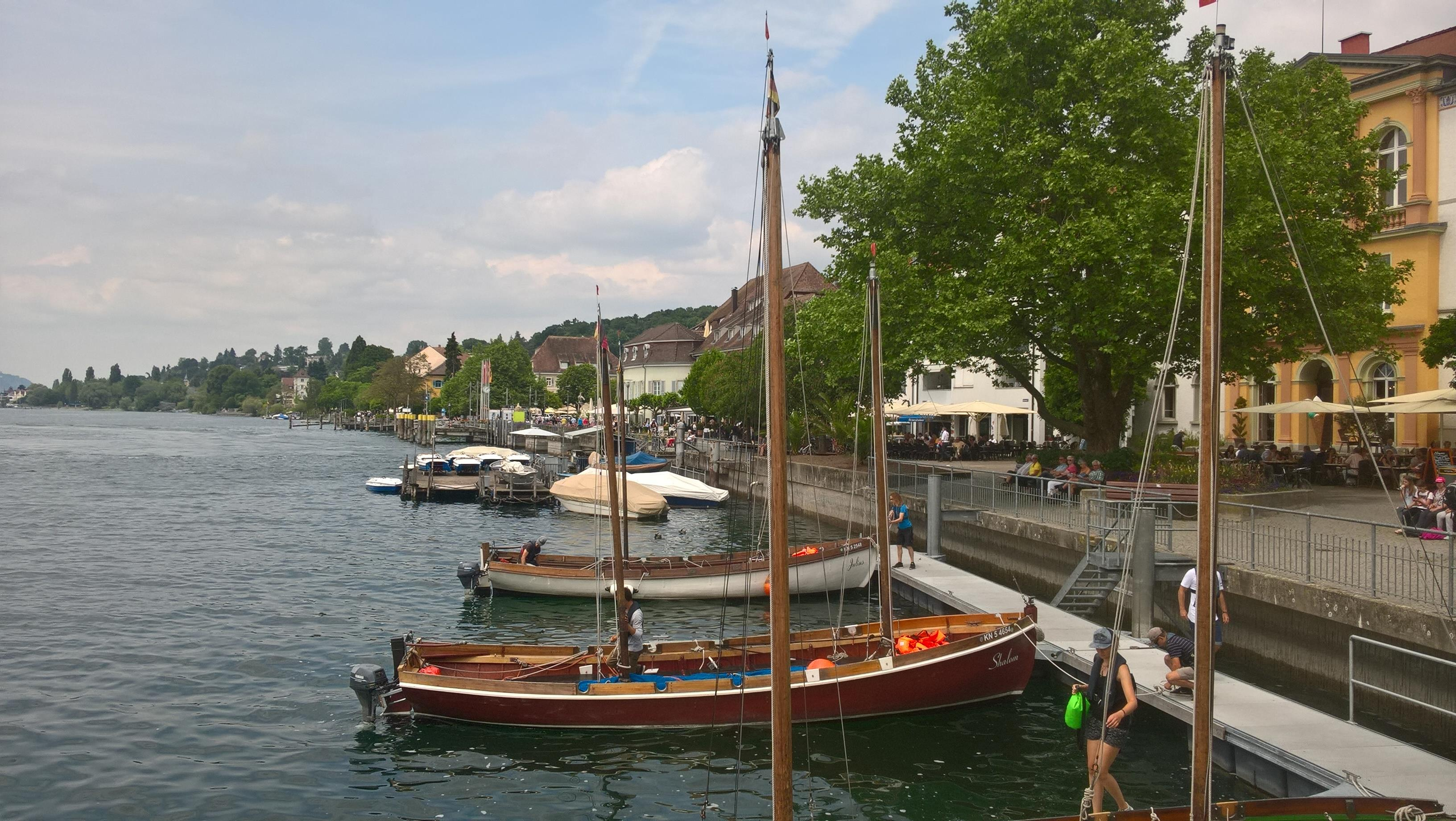
Promenáda kolem jezera
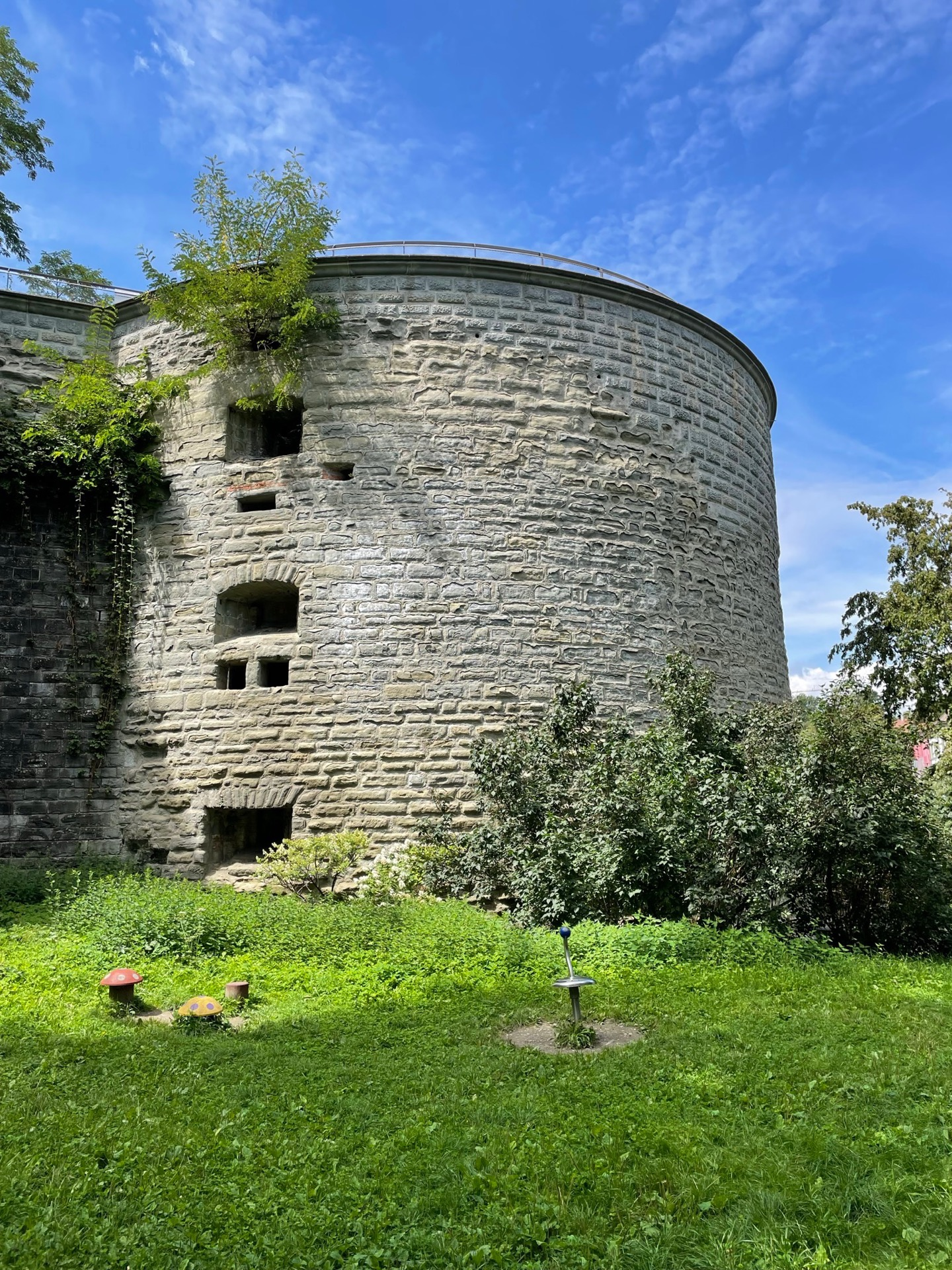
Rosenobel